# Santa Catarina do Fogo (freguesia)
Santa Catarina do Fogo es una freguesia caboverdiana del municipio de Santa Catarina do Fogo.

## Geografía
La freguesia abarca parte de la isla de Fogo.

## Organización territorial
La freguesia contaba en 2021 con 4725 habitantes distribuidos en las entidades de población de:

### Ciudad
- Cova Figueira

### Localidades
- Achada Furna
- Achada Poio
- Baluarte
- Cabeça Fundão
- Chã das Caldeiras
- Domingo Lobo (Maria da Cruz)
- Estância Roque
- Figueira Pavão
- Fonte Aleixo
- Mãe Joana
- Monte Vermelho
- Roçadas
- Tinteira